# Makira-Ulawa
Makira-Ulawa je jedna od devet provincija u Salomonskim Otocima

## Zemljopis
Površina provincije je 3.188 km², a površina najvećeg i glavnog otoka Makire je 3.090 km². Otok je dug 139 km, a širok 40 km u središtu. Najviša točka je na 1040 metara koja zatim strmo pada u more duž južne obale. Otok ima močvare u kojima obitavaju krokodili i ima ih više nego na ijednom drugom otok na Salomonskim otocima. Na obalama obitavaju kornjače koje se tamo i gnijezde.

### Otoci
- Ali'ite
- Makira (San Cristobal)
- Malaulalo
- Malaupaina
- Owaraha (Santa Ana)
- Owariki (Santa Catalina)
- Pio
- Ugi
- Ulawa

## Demografija
Prema podacima iz 2009. godine u provinciji živi 40.419 stanovnika, dok je prosječna gustoća naseljenosti 13 stanovnika na km². U provinciji se govori šest jezika Arosi, Bauro, Fagani, Kahua, Owa i Tikopia. Govornici Bauro jezika se smatraju najizoliranijom i konzervativnijom skupinom u provinciji.